# Loxostomatoidea
Loxostomatoidea, tradicionalmente denominada Loxostomatacea, es una superfamilia de foraminíferos del suborden Buliminina y del orden Buliminida. Su rango cronoestratigráfico abarca desde el Senoniense (Cretácico superior) hasta la Actualidad.

## Discusión
Clasificaciones previas incluían Loxostomatoidea en el suborden Rotaliina y/o orden Rotaliida.

## Clasificación
Loxostomatoidea incluye a las siguientes familias:
- Familia Bolivinellidae
- Familia Loxostomatidae

Otra familia considerada en Loxostomatoidea y clasificada actualmente en otra superfamilia es:
- Familia Tortoplectellidae, ahora en la Superamilia Bolivinitoidea